# Anales irlandeses
Los anales irlandeses son un grupo de diversas obras medievales que fueron compiladas tras el final de la Irlanda gaélica en el siglo XVII.
Los anales eran la manera que los monjes determinaban los días festivos según la cronología anual. Con el tiempo, se añadieron obituarios de sacerdotes, abades y obispos junto a sucesos políticos de resonancia.
Los modelos (ajenos a los Anales irlandeses) fueron obras como la Chronica maiora de Beda, Crónica de Marcellinus de Marcellinus Comes y el Liber pontificalis.

## Contenido
Las copias manuscritas de los anales compilados corresponden a:
- Anales de Boyle
- Anales de Clonmacnoise
- Anales de Connacht
- Anales de los cuatro maestros
- Anales de Inisfallen
- Anales de Lough Cé
- Anales de Monte Fernandi, también conocido como Anales de Multyfarnham
- Anales de Roscrea
- Chronicon Scotorum
- Anales de Tigernach
- Anales de Ulster
- Los anales de Irlanda por Friar John Clyn
- Anales de Dudley Loftus
- Los anales cortos de Donegal
- Leabhar Oiris
- Anales de Nenagh
- Libro de Mac Carthaigh
- Cogad Gáedel re Gallaib (versión extendida)
- Anales fragmentarios de Irlanda (algunas secciones)
- Anales dublineses de Inisfallen
- Anales de Irlanda por Thady Dowling
- Anales cortos de Tirconaill
- Anales cortos de Leinster
- Annales Hibernie ab anno Christi 1162 usque ad annum 1370, también conocido como Anales de Pembridge
- Annales Hiberniae, también conocido como Anales de Gracia
- Memoranda Gadelica
- Annla Gearra as Proibhinse Ard Macha
- Un fragmento de Anales Irlandeses

## Otras fuentes
Othras fuentes que contienen material analítico:
- Leabhar Bhaile an Mhóta
- Lebor Glinne Dá Loch
- Lebor Leacáin
- Leabhar Uí Dhubhagáin
- Caithréim Chellacháin Chaisil
- Leabhar na nGenealach

Muchos de estos anales han sido traducidos y publicados por la Escuela de Estudios Célticos, Instituto de estudios avanzados de Dublín (Dublin Institute for Advanced Studies), o la Sociedad de textos irlandeses (Irish Texts Society).
El tratado Cogad Gáedel re Gallaib (Guerra de los irlandeses contra los extranjeros) también contiene una gran cantidad de valiosa información de la Era vikinga en Irlanda que no sobrevivió en otras fuentes contemporáneas. La mayoría procede de fuentes anteriores a los Anales de Inisfallen, que llegó hasta nuestros días en forma abreviada y llena de lagunas.

## Anales perdidos
Por otro lado existen algunos anales de los que se tuvo conocimiento de su existencia, pero que no han sobrevivido:
- Anales de la Isla de los Santos
- Anales de Maolconary
- Libro de Cuanu
- Libro de Dub-da-leithe
- Libro de los monjes
- Leabhar Airis Cloinne Fir Bhisigh
- Leabhar Airisen
- Leabhar Airisen Ghiolla Iosa Mhec Fhirbhisigh
- Sincronismos de Flann Mainstreach
- Crónica de Irlanda

## Anales modernos
- Cronología de la historia irlandesa hasta 1976
- Crónica de Irlanda 1992-1996